# District d'Aubusson
Le district d'Aubusson est une ancienne division territoriale française du département de la Creuse de 1790 à 1795.
Il était composé des cantons de Aubusson, Ars, Bellegarde, Chenerailles et Valiere.